# Scott Sunderland
|  | No confondre amb Scott Sunderland, ciclista en pista |

Scott Sunderland (Inverell, Nova Gal·les del Sud, 28 de novembre de 1966) va ser un ciclista australià que fou professional entre 1990 i 2004. En el seu palmarès destaca la victòria a la Nokere Koerse de 1998 i alguna victòria d'etapa en curses d'una setmana. En retirar-se passà vinculat al ciclisme com a director esportiu de diferents equips professionals: de 2005 a 2008 del Team CSC i des del 2009 del Team Sky.

## Palmarès
- 1986
  -  Campió d'Austràlia en ruta amateur
- 1988
  - 1r al Giro del Mendrisiotto
  - 1r a la Volta al Bidasoa
- 1989
  - 1r a la Volta al Bidasoa
- 1991
  - 1r al Trofeu Pantalica
- 1992
  - 1r al Mazda Alpine Tour
- 1994
  - 1r a la Schynberg Rundfahrt
- 1996
  - Vencedor d'una etapa del Tour a la regió valona
- 1998
  - 1r a la Nokere Koerse
- 1999
  - Vencedor d'una etapa de la Volta a Castella i Lleó
  - Vencedor d'una etapa de la Volta a Galícia
- 2001
  - 1r al Gran Premi Pino Cerami
  - 1r al Gran Premi de Fourmies
  - Vencedor d'una etapa del Herald Sun Tour
- 2002
  - Vencedor d'una etapa de la Volta a Àustria

### Resultats al Tour de França
- 1996. 101è de la classificació general
- 2004. 96è de la classificació general

### Resultats a la Volta a Espanya
- 1991. Abandona (10a etapa)
- 1992. 92è de la classificació general
- 1993. Fora de control (11a etapa)
- 2004. Abandona (5a etapa)

### Resultats al Giro d'Itàlia
- 1990. Fora de control (9a etapa)
- 1991. Abandona (15a etapa)
- 2003. 23è de la classificació general